# Guilty (album Blue)
| Recensione | Giudizio |
| ---------- | -------- |
| AllMusic   |          |

Guilty è il terzo album in studio del gruppo musicale britannico Blue, pubblicato il 3 novembre 2003 dalla Innocent Records. L'album è arrivato alla prima posizione della classifica inglese.

## Tracce
1. Stand Up – 3:38 (Antony Costa, Duncan James, Lee Ryan, Simon Webbe, Joe Belmaati, Mich Hansen, Remee)
2. Signed, Sealed, Delivered I'm Yours (featuring Stevie Wonder and Angie Stone) – 3:33 (Stevie Wonder, Lee Garrett, Syreeta Wright, Lula Mae Hardaway)
3. Taste It – 3:33 (Duncan James, Gary Barlow, Eliot Kennedy, Tim Woodcock)
4. Guilty – 3:45 (Duncan James, Gary Barlow, Eliot Kennedy, Tim Woodcock)
5. Bubblin' – 3:05 (Antony Costa, Lars Halvor Jensen, Johannes Jørgensen, Ali Tennant)
6. Rock the Night – 3:21 (Antony Costa, Matt Rowe, Sheppard Solomon)
7. When Summer's Gone – 4:11 (Antony Costa, Duncan James, Lee Ryan, Simon Webbe, Mikkel S. Eriksen, Tor Erik Hermansen, Hallgeir Rustan)
8. Alive – 3:39 (Antony Costa, Duncan James, Lee Ryan, Simon Webbe, Mikkel S. Eriksen, Tor Erik Hermansen, Hallgeir Rustan)
9. I Wanna Know – 3:38 (Antony Costa, Duncan James, Rasmus Bille Bähncke, René Tromborg, Nate Butler, Leonard Dixon)
10. Back It Up – 3:32 (Antony Costa, Simon Webbe, Lars Halvor Jensen, Dicky Daniel Klein, Johannes Jørgensen, Ali Tennant)
11. Breathe Easy – 4:36 (Lee Ryan, Lars Halvor Jensen, Martin M. Larsson)
12. Walk Away – 4:39 (Lee Ryan, Ash Howes, Wayne Hector, Martin Harrington)
13. Where You Want Me – 3:45 (Duncan James, John McLaughlin, Steve Robson)
14. How's a Man Supposed to Change? – 4:04 (Lee Ryan, Rob Persaud)
15. No Goodbyes – 3:57 (Antony Costa, Ash Howes, Martin Harrington, Conner Reeves)

Bonus track edizione giapponese
1. The Gift – 4:55 (Noriyuki Makihara)
2. Elements – 3:33 (Antony Costa, Lee Ryan, Lars Halvor Jensen, Ali Tennant)

Bonus track edizione sudamericana
1. One Love (Latin version) (featuring Ilona) – 3:42
2. Sorry Seems to Be the Hardest Word (extended mix) (featuring Elton John) – 4:04

Bonus track edizione spagnola
1. One Love (Spanish version) (featuring Mariana Ochoa) – 3:42
2. Sorry Seems to Be the Hardest Word (extended mix) (featuring Elton John) – 4:04

Edizione internazionale
1. Stand Up – 3:38 (Antony Costa, Duncan James, Lee Ryan, Simon Webbe, Joe Belmaati, Mich Hansen, Remee)
2. Signed, Sealed, Delivered I'm Yours (featuring Stevie Wonder and Angie Stone) – 3:33 (Stevie Wonder, Lee Garrett, Syreeta Wright, Lula Mae Hardaway)
3. Taste It – 3:33 (Duncan James, Gary Barlow, Eliot Kennedy, Tim Woodcock)
4. Guilty – 3:45 (Duncan James, Gary Barlow, Eliot Kennedy, Tim Woodcock)
5. You and Me Bubblin' (duet with Linkup) – 3:07 (Antony Costa, Lars Halvor Jensen, Johannes Jørgensen, Ali Tennant)
6. Rock the Night – 3:21 (Antony Costa, Matt Rowe, Sheppard Solomon)
7. When Summer's Gone – 4:11 (Antony Costa, Duncan James, Lee Ryan, Simon Webbe, Mikkel S. Eriksen, Tor Erik Hermansen, Hallgeir Rustan)
8. Alive – 3:39 (Antony Costa, Duncan James, Lee Ryan, Simon Webbe, Mikkel S. Eriksen, Tor Erik Hermansen, Hallgeir Rustan)
9. I Wanna Know – 3:38 (Antony Costa, Rasmus Bille Bähncke, René Tromborg, Nate Butler, Leonard Dixon, Duncan James)
10. Back It Up – 3:32 (Antony Costa, Simon Webbe, Lars Halvor Jensen, Dicky Daniel Klein, Johannes Jørgensen, Ali Tennant)
11. Breathe Easy – 4:36 (Lee Ryan, Lars Halvor Jensen, Martin M. Larsson)
12. Walk Away – 4:39 (Lee Ryan, Ash Howes, Wayne Hector, Martin Harrington)
13. Where You Want Me – 3:45 (Duncan James, John McLaughlin, Steve Robson)
14. How's a Man Supposed to Change? – 4:04 (Lee Ryan, Rob Persaud)
15. No Goodbyes – 3:57 (Antony Costa, Howes, Harrington, Conner Reeves)
16. U Make Me Wanna – 3:40 (Robson, McLaughlin, Wilkins)
17. Bubblin' (featuring L.A.D.E) – 3:29 (Antony Costa, Lars Halvor Jensen, Johannes Jørgensen, Ali Tennant)
18. A chi mi dice – 4:36 (Lee Ryan, Lars Halvor Jensen, Martin M. Larsson)

DVD della Asian tour edition
1. Guilty (music video)
2. Signed, Sealed, Delivered I'm Yours (music video)
3. Breathe Easy (music video)
4. Bubblin' (music video)
5. The Gift – 4:55 (Noriyuki Makihara)
6. Whatever Happens – 3:45
7. Elements – 3:33 (Antony Costa, Lars Halvor Jensen, Lee Ryan, Ali Tennant)
8. Guilty (original demo) – 3:24 (Duncan James, Gary Barlow, Eliot Kennedy, Tim Woodcock)
9. Guilty Medley – 7:09

## Classifiche

### Classifica settimanale
| Classifica (2003–2004)                 | Posizione massima |
| -------------------------------------- | ----------------- |
| Australian Albums (ARIA)               | 93                |
| Austrian Albums (Ö3 Austria Top 40)    | 13                |
| Belgian Albums (Ultratop Flanders)     | 24                |
| Danish Albums (IFPI)                   | 27                |
| Dutch Albums (MegaCharts)              | 24                |
| Europe (Eurochart Hot 100)             | 5                 |
| French Albums (SNEP)                   | 97                |
| German Albums (Media Control Charts)   | 8                 |
| Greek Albums (IFPI)                    | 5                 |
| Irish Albums (IRMA)                    | 9                 |
| Italian Albums (FIMI)                  | 7                 |
| Japanese Albums (Oricon)               | 4                 |
| Japanese International Albums (Oricon) | 1                 |
| New Zealand Albums (RIANZ)             | 25                |
| Scottish Albums (OCC)                  | 3                 |
| Spanish Albums (PROMUSICAE)            | 80                |
| Swedish Albums (Sverigetopplistan)     | 55                |
| Swiss Albums (Swiss Hitparade)         | 12                |
| Turkish Albums (Nielsen SoundScan)     | 29                |
| UK Albums (OCC)                        | 1                 |

### Classifica di fine anno
| Classifica (2003)    | Posizione massima |
| -------------------- | ----------------- |
| UK Albums Chart      | 29                |
| Classifica (2004)    | Posizione massima |
| Italian Albums Chart | 16                |
| Swiss Albums Chart   | 100               |